# Die John Bello Story
Die John Bello Story ist ein Mixtape des deutschen Rappers Kool Savas. Es erschien am 23. Mai 2005 über sein Label Optik Records. Am 19. September 2008 wurde eine Premium-Edition, inklusive des Musikvideos zum Lied Das Urteil, veröffentlicht.

## Produktion
Die Beats für das Mixtape stammen u. a. von Kool Savas selbst sowie von Amar, Melbeatz, Brisk Fingaz, Ercandize, DJ Katch und Ronald Mack Donald.

## Covergestaltung
Das Albumcover ist in roten Farbtönen gehalten und zeigt Kool Savas, der auf den Betrachter hinabsieht und seine beiden Mittelfinger ausstreckt. Im oberen Teil des Bildes befinden sich die weißen Schriftzüge Original Motion Picture Soundtrack und Kool Savas, während der Titel Die John Bello Story in Weiß mitten im Bild steht. Im unteren Teil werden außerdem die beteiligten Künstler aufgezählt.

## Beteiligte Künstler
Neben Kool Savas treten auf dem Mixtape auch die damals bei seinem Label Optik Records unter Vertrag stehenden Rapper Amar, Ercandize, Caput und Kaas (zusammen als Optik Army bezeichnet) in Erscheinung. Außerdem sind die US-amerikanischen Rapper Juelz Santana, Cam’ron und Mr. Man auf je einem Lied des Albums zu hören. Weitere beteiligte Musiker sind Jaeson, Dimi und Kool Savas’ Bruder Sinan sowie die Rapgruppe Freunde der Sonne.

## Titelliste
| #  | Titel                     | Künstler                   | Länge |
| -- | ------------------------- | -------------------------- | ----- |
| 1  | Intro                     | Kool Savas                 | 1:06  |
| 2  | 40 Bars                   | Kool Savas                 | 1:42  |
| 3  | 4 Mcees                   | Optik Army                 | 3:21  |
| 4  | Kiezklatsche Skit         |                            | 0:14  |
| 5  | Ridah Freestyle           | Kool Savas                 | 1:42  |
| 6  | Oh oh oh oh               | Kool Savas und Ercandize   | 2:52  |
| 7  | Raab Skit                 |                            | 0:25  |
| 8  | Nichts gegen mich         | Sinan                      | 1:43  |
| 9  | Exclusive Optik Freestyle | Juelz Santana              | 2:02  |
| 10 | Pain in da Ass Skit       |                            | 0:55  |
| 11 | Optik Army Taliban        | Optik Army                 | 4:36  |
| 12 | B Thing Skit              |                            | 0:17  |
| 13 | Exclusive Optik Freestyle | Jaeson                     | 1:53  |
| 14 | Yes                       | Kool Savas und Samy Deluxe | 3:02  |
| 15 | Brooklyn 2 Berlin         | Kool Savas und Mr. Man     | 2:03  |
| 16 | Freestyle                 | Kool Savas                 | 0:56  |
| 17 | Was ist Rap?              | Freunde der Sonne          | 2:10  |
| 18 | Dicker als Wasser         | Kool Savas, Dimi und Sinan | 3:43  |
| 19 | Exclusive Optik Freestyle | Cam’ron                    | 0:54  |
| 20 | Feuer über Deutschland    | Amar                       | 4:10  |
| 21 | Wenn ein Spittertext…     | Caput                      | 2:08  |
| 22 | Neuer Wind                | Kool Savas und Kaas        | 2:59  |
| 23 | Jetzt ist vorbei          | Optik Army                 | 3:43  |
| 24 | Freestyle                 | Sinan                      | 1:13  |
| 25 | Räumen das Boot           | Kool Savas und Amar        | 2:46  |
| 26 | Feuerzeilen               | Sinan und Ercandize        | 2:29  |
| 27 | Freestyle                 | Kool Savas und Caput       | 1:36  |
| 28 | Ihr seid nicht das…       | Sinan                      | 3:01  |
| 29 | Das Urteil                | Kool Savas                 | 5:37  |
| 30 | Untitled (Hidden Track)   | Kool Savas                 | 3:01  |

## Chartplatzierungen und Singles
Das Mixtape stieg am 6. Juni 2005 auf Platz 17 in die deutschen Albumcharts ein und belegte in den folgenden Wochen die Ränge 35; 37 und 42. Insgesamt konnte es sich 13 Wochen in den Top 100 halten. Auch in der Schweiz konnte sich der Tonträger auf Position 44 in den Charts platzieren.
Vor allem aufgrund des vorher veröffentlichten Disstracks Das Urteil gegen den Rapper Eko Fresh verkaufte sich Die John Bello Story über 60.000 Mal und ist somit das kommerziell erfolgreichste Deutschrap-Mixtape.

## Rezeption
| Professionelle Bewertungen | Professionelle Bewertungen |
| -------------------------- | -------------------------- |
| Kritiken                   |                            |
| Quelle                     | Bewertung                  |
| laut.de                    | [ 5 ]                      |

Laut.de-Kritikerin Dani Fromm gab dem Mixtape drei von fünf Sternen. Sie lobte das „handwerkliche Niveau, sowohl produktions- als auch rap-technisch“ als „phänomenal“ und hob ausdrücklich auch die Beats positiv hervor, kritisierte jedoch fehlende Abwechslung sowie textlich fehlenden Inhalt: „Allerdings langweilen auf Albumlänge zwei Dinge kolossal: Einerseits ist der Stil immer der gleiche; um einen Song zu hören, der sich in der Machart von den ganzen anderen abhebt, möchte ich eigentlich nicht auf einen Hidden Track warten müssen. Andererseits: die Texte. Was soll man dazu sagen, außer: "Das ist eben Battlerap"? Verschleudertes Talent, wie ich meine, wenn Jungs, die so offensichtlich kapiert haben, wie man ein Mikrofon hält, dann nichts zu erzählen haben, außer, dass sie die dicksten Eier haben. Daran würde doch ein Hauch von Inhalt nichts ändern. Verdammt noch mal.“